# Liliane Gaschet
Liliane Gaschet (née le 16 mars 1962 à Fort-de-France) est une athlète française spécialiste du 100 et du 200 mètres.

## Carrière
Championne de France espoir du 200 m en 1981, Liliane Gaschet est sélectionnée pour les Championnats d'Europe 1982 d'Athènes. Elle se classe septième de la finale du 200 m et obtient par ailleurs la médaille de bronze du relais 4 × 100 mètres aux côtés de Laurence Bily, Marie-Christine Cazier et Rose-Aimée Bacoul, améliorant à l'occasion le record de France de la discipline en 42 s 69. 
Titrée lors des Championnats de France d'athlétisme 1984 de Villeneuve-d'Ascq (22 s 95), elle participe à trois épreuves lors des Jeux olympiques de Los Angeles. Éliminée en demi-finale du 100 m, elle se classe huitième du 200 m (22 s 86) et quatrième du relais 4 × 100 mètres.
Elle a amélioré à plusieurs reprises le Record de France du relais 4 × 100 m et du relais 4 × 200 m.

## Records
- 100 m : 11 s 31 (1984)
- 200 m : 22 s 73 (1984)

## Palmarès
- 10 sélections en Équipe de France A
- Vainqueur des Championnats de France d'athlétisme en salle 1983 sur 200 m
- Vainqueur des Championnats de France d'athlétisme 1984 sur 200 m

| Date | Compétition           | Lieu        | Résultat | Épreuve   |
| ---- | --------------------- | ----------- | -------- | --------- |
| 1982 | Championnats d'Europe | Athènes     | 7e       | 200 m     |
| 1982 | Championnats d'Europe | Athènes     | 3e       | 4 × 100 m |
| 1983 | Jeux méditerranéens   | Casablanca  | 2e       | 200 m     |
| 1983 | Jeux méditerranéens   | Casablanca  | 1re      | 4 × 100 m |
| 1983 | Jeux méditerranéens   | Casablanca  | 2e       | 4 × 400 m |
| 1983 | Championnats du monde | Helsinki    | 7e       | 4 × 100 m |
| 1984 | Jeux olympiques       | Los Angeles | 8e       | 200 m     |
| 1984 | Jeux olympiques       | Los Angeles | 4e       | 4 × 100 m |